# CSG Luigi Centurini
CSG Luigi Centurini, pełna nazwa Circolo Scacchistico Genovese Luigi Centurini – włoski klub szachowy z siedzibą w Genui, trzykrotny mistrz kraju.

## Historia
Klub powstał w 1893 roku. Przed I wojną światową w klubie gościli Jacques Mieses, Siegbert Tarrasch i Aleksandr Alechin. W 1959 roku klub uczestniczył w pierwszej edycji Serie A, zajmując wówczas trzecie miejsce, za AS Roma i AS Napoli. W 1966 roku klub ponownie zajął trzecie miejsce w lidze, ex aequo z SS Triestina. W latach 1969–1970 zespół zdobył mistrzostwo kraju, dwukrotnie kończąc rozgrywki przed SS Milanese. W tym okresie zawodnikami klubu byli m.in. Stefano Tatai, Giorgio Porreca i Francesco Scafarelli. W latach 1971–1972 zespół zajął trzecie miejsce w lidze, a w 1976 roku zdobył wicemistrzostwo, ulegając jedynie GS Banco di Roma. W 1991 roku CSG Luigi Centurini zdobył trzeci w swojej historii tytuł mistrzowski. W 1993 roku klub uczestniczył w Pucharze Europy. Włoski zespół kolejno przegrał z Mladostą Zagrzeb i wygrał z Nidum Liberals, zajmując w fazie grupowej (gr. 5) piąte miejsce. Rok później zespół uzyskał trzecie miejsce w lidze. W 2004 roku klub spadł z Serie A1. W 2013 roku klub powrócił do pierwszej ligi. Rok później zespół spadł z Serie Master.